# Капустяны (Тростянецкий район)
Капустя́ны (укр. Капустяни) — село в Тростянецком районе Винницкой области Украины.

## История
Название села происходит от первого поселенца — Григория Капусты. В селе в 1880 году был сооружен дворец, последним владельцем которого был И. Щенёвский.
В мае 1995 года Кабинет министров Украины утвердил решение о приватизации сахарного завода.
В ноябре 2000 года было возбуждено дело о банкротстве сахарного завода.
По переписи 2001 года население составляло 2061 человек.

## Известные уроженцы
- Щенёвский, Игнаций (1853—1932) — польский государственный деятель.

## Адрес местного совета
24332, Винницкая область, Тростянецкий р-н, с. Капустяны, ул. Мичурина, 1